# 援华联合会
援华联合会（United China Relief）是抗日战争时期在美国本土整合同情中国的民间团体，与在华美籍人士发起建立的国际援华抗日募捐民间组织。宗旨是筹集经费、购买捐献各类物资以及医药品帮助中国抵抗外来侵略。

## 历史
1937年抗日战争暴发后，美国各界人士成立多个民间组织积极为中国抗战捐款捐物，如
- 美国医药援华会（英语：American Bureau for Medical Aid to China）：1938年成立，向中国提供急需的药品等物资，至1945年该会向中国提供了价值超过一千万美元的药品援助。
- 美国对华急救委员会（英语：China Emergency Relief Committee）：赛珍珠领导，动员美国妇女捐款数十万美元支持中国抗战。
- 中国战灾难童（美国）委员会（英语：American Committee for Chinese War Orphans）
- 教会对华救济会（英语：Church Committee for China Relief）
- 中国工业合作协会美国委员会（英语：American Committee for Chinese Industrial Cooperatives）
- 美国援华会
- 中国基督教大学校董联合会，1932年10月成立，宗旨是捍卫在华教会大学的利益。[2]贝蒂斯·加赛德担任联合会的执行书记直至1941年太平洋战争爆发。[3]，随后作为美北长老会差会传教士前往中国，开始学习汉语国语至1923年。然后担任齐鲁大学教育学教授至1926年。[3] 1937年抗日战争爆发后，中国基督教大学校董联合会12所学校有11所处于战区。贝蒂斯·加赛德广泛游说美国公众抵制日货以反战，并推动几所教会大学迁址。[4]领导对教会大学的募捐运动，到1940年中国基督教大学校董联合会有13所成员学校，超过7,700名学生，当年募得$250,000 。[5]1941年3月，中国基督教大学校董联合会加入了美国援华联合会。

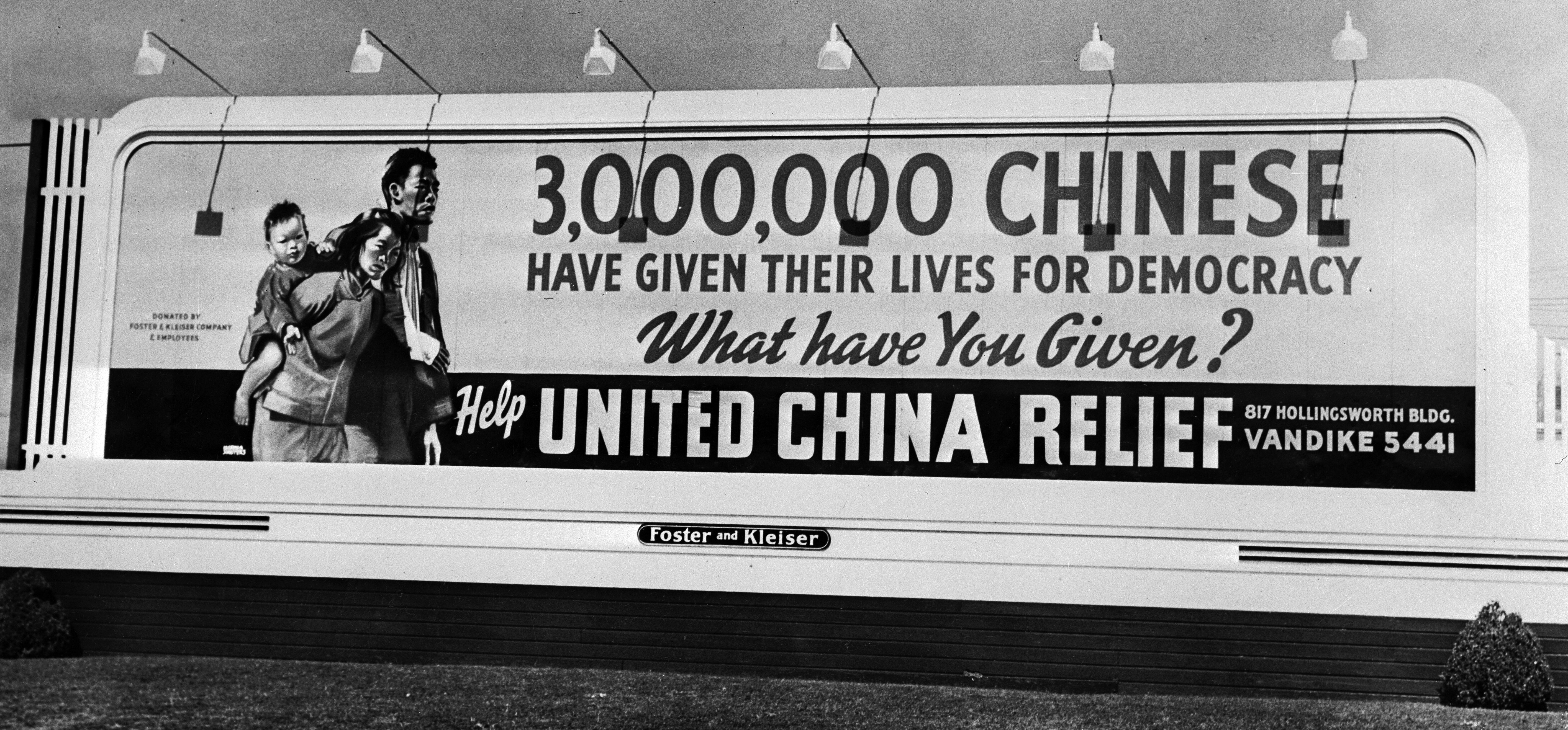
1942年，援华联合会在洛杉矶的宣传。

1941年2月7日美国《时代》杂志创办人亨利·鲁斯发起成立援华联合会，该会章程规定，其救济对象“纯为中国人民，绝无党派和宗教之分”。总部设在纽约百老汇1790号，在全美78个城市设有地方劝募委员会。第一夫人埃莉诺·罗斯福担任名誉会长。詹姆斯·布莱恩担任会长、尤金·巴尼特（Eugene E. Barnett）担任副会长、贝蒂斯·加赛德担任执行长，为战争难民劝募 。援华联合会的董事包括赛珍珠、明星外交家小威廉·克里斯蒂·布利特、传媒巨子亨利·鲁斯、加州伯克利大学校长罗伯特·戈登·史普罗、1940年共和党总统竞选人溫德爾·威爾基、洛克菲勒家族嫡长孙约翰·戴维森·洛克菲勒三世、老罗斯福总统嫡长子小西奥多·罗斯福、好莱坞最著名电影人大卫·O·塞尔兹尼克、摩根财团最重要合伙人托马斯·拉蒙特。 
1942年援华联合会名誉主席、曾在1940年与富兰克林·罗斯福竞选总统的著名政治人物温德尔·威尔基访问中国，在中国各地掀起欢迎高潮，也大大拓展了援华联合会的社会美誉。援华联合会于1942年在重庆设立驻华办事处，接受中国各方面有关救济事宜的申请和初审。抗日战争胜利后，驻华办事处由重庆迁至上海。
1943年6月，美国建立了全国战时救济基金会（National War Fund），援华联合会加入了这个全国性组织。从此，该会不再组织劝募活动，它的经费来源主要靠全国战时救济基金会的拨款。援华联合会累计募集了5000万美元。贝蒂斯·加赛德在援华联合会成立后的3个月内就劝募了50万美元。
援华联合会于1946年改组为“援华联合服务会”（United Service to China），在战后为中国筹集资金的努力并未取得成功，最终1950年停止运营，并将所有剩余资金投入储备帐户。 到1965年，该组织显然已经解散，并在1966年底资金将分配给合作机构。

## 出版物
《News of China  By United China Relief》是援华联合会出版发行于1942-1946年的新闻月刊报道。共5卷（自1942年9月至1946年6月），内容涉及期间美国援华联合会在华所记录的大量照片、新闻报道。